# Stephen Dunham
Stephen Dunham (Burbank, 14 september 1964 – Boston, 14 september 2012) was een Amerikaans acteur en stuntman.
Stephen Dunham speelde vooral in verschillende Amerikaanse televisieseries. Hij speelde Dr. Charlie Thorpe in Hot Properties en Edward Pillows in DAG. Verder had hij kleine filmrollen als bijvoorbeeld de schatzoekende cowboy Henderson in de film The Mummy.
Stephen Dunham was getrouwd met actrice Alexondra Lee van 2005 tot zijn dood in 2012. Hij stierf op 48-jarige leeftijd aan een hartaanval.

## Filmografie
- You Talkin' to Me? (1987, niet op aftiteling)
- Nonstop Pyramid Action (1995)
- The Mummy (1999)
- Traffic (2000)
- Nothing Sacred (2000)
- Catch Me If You Can (2002)
- Romeo Fire (2002)
- Anger Management (2003)
- The Big Wide World of Carl Laemke (2003)
- The Deerings (2004)
- D.O.T.S. (2004)
- Monster-in-Law (2005)
- Get Smart (2008)
- Savages (2012)
- Paranormal Activity 4 (2012)

## Televisieseries
- Grand (1990)
- Oh, Grow Up (1999), 12 afleveringen
- DAG (2000-2001), 17 afleveringen
- Presidio Med (2002)
- The Chronicle (2002), 2 afleveringen
- What I Like About You (2003), 8 afleveringen
- Just Shoot Me! (2003)
- Hot Properties (2005), 13 afleveringen
- True Jackson, VP (2008 en 2010)
- The Bill Engvall Show (2009), 3 afleveringen
- Hot in Cleveland (2011)